# Marcus Verrius Flaccus
Marcus Verrius Flaccus (podle některých teorií okolo 55 př. n. l. – asi 20) byl římský učitel, vychovatel a gramatik
Verrius Flacus byl propuštěnec císaře Augusta. Zpočátku se věnoval především učitelství, protože byl velmi úspěšný, byl Augustem povolán, aby vychovával jeho vnuky Gaia a Lucia.

## Dílo
Mimo učitelství sepsal značné množství spisů, především z oblasti latinské gramatiky a nejstarších dějin Římské říše. Z jeho díla se nezachovalo téměř nic.
- Fasti Praenestini, kalendář. Tento kalendář byl vytesán do mramoru a postaven na náměstí v Praenestě.
- De verborum significatu, jedná se o abecední slovník věnující se Římské říši. Toto dílo bylo velmi rozsáhlé (každé písmeno mělo několik svazků, např. A = 4). Tento slovník ve 3. století zkrátil Sextus Pompeius Festus na 20 svazků. V 8. století Pavel Jáhen dále zkrátil Festovu verzi. K těmto zkrácením došlo, protože se výrazně snížila vzdělanost nejen lidí, ale i učenců a původní verze připadala tehdejšímu světu zbytečně obsáhlá.

Diaconovo dílo se zachovalo celé, Festovo se zachovalo z necelé poloviny. Diacontovo a Festovo dílo bylo několikrát vydáno, nejdostupnější vydání je patrně z r. 1839 (Lipsko) a jeho několik reedicí (poslední 1892).
- De Orthographia: De Obscuris Catonis
- Res Etruscae
- Saturnus
- Rerum memoria dignarum libri